# Sarah-Laure Estragnat
Sarah-Laure Estragnat, née le 9 juin 1979 à Paris, est une actrice, réalisatrice et scénariste française.

## Biographie

### Carrière
Sarah-Laure est comédienne depuis son enfance, elle a débuté à l' âge de 10 ans à la télévision. Elle diplômée d'arts graphiques de l'ESAG Penninghen. Elle est photographe également. Son expérience des plateaux et de la photo ont récemment facilité son passage à la réalisation, pour son premier court-métrage : Soleil noir, diffusé sur Orange TV et lauréat d'un concours pour le festival de Cannes. Aujourd'hui, parallèlement à sa carrière de comédienne qu'elle poursuit, elle est autrice,réalisatrice et parfois productrice de ses propres projets.[réf. nécessaire]

## Filmographie

### Actrice

#### Cinéma
- 2003 : Une histoire d'amour (Court-métrage)
- 2003 : Les Hommes et la Rivière (Court-métrage)
- 2006 : Deux fois par semaine (Court-métrage)
- 2006 : Hell : Cassandre
- 2008 : Khamsa : Melodia
- 2008 : La Journée de la jupe : La journaliste
- 2009 : Tu(a)mor (Court-métrage) : Sara
- 2010 : Survivant(s) (Court-métrage) : Nathalia
- 2010 : Palak Panner (Court-métrage) : Sophie
- 2010 : Le Baltringue : La secrétaire du boss
- 2010 : The White Face (Court-métrage) : Cat Burgler

- 2012 : Dreamland (Court-métrage) : Nina
- 2013 : L'héritage (Court-métrage) : La gardienne/Dorine Boisvert
- 2013 : Corrida (Court métrage) Marie / Eric Cayron
- 2014 : Tu es si jolie ce soir : Linda
- 2014 : Je suis coupable (Court-métrage) : Une fille #3
- 2015 : La Moitié du ciel : Muriel
- 2016 : Afrika Corse : Mère jeune

- 2021 : Zaï zaï zaï zaï de François Desagnat : Journaliste
- 2024 : Belle Enfant de Jim : Angela/Sarah

#### Télévision
- 1994 : La Rage au cœur (téléfilm) : Marie
- 1995 : Une femme dans mon cœur (Téléfilm) : Laura Bataille
- 1996 : Docteur Sylvestre (série télévisée) : Anna Dubreuil
- 1998 : Une femme d'honneur (série télévisée) : Marine Trobert
- 1998 : Un homme en colère (série télévisée) : La jeune fille au téléphone
- 2000 : Chère Marianne (série télévisée) : Camille Rivais
- 2002 : Zone Reptile (Téléfilm) : France
- 2003 : Laverie de famille (série télévisée)
- 2008 : Commissaire Valence (série télévisée) : Paulina
- 2008 : Diane, femme flic (série télévisée) : Céline Bellanger
- 2008 : Duval et Moretti (série télévisée) : La secrétaire
- 2008 : La Dame de Monsoreau (téléfilm) : Mona
- 2009 : La vie est à nous (série télévisée) : Solveig
- 2008-2010 : Mafiosa, le clan (série télévisée) : Betty
- 2009 : Ligne de feu (série télévisée) : Claire
- 2009 : Claire Brunetti (série télévisée) : Sandra Bertin
- 2009 : Quelques minutes (Téléfilm)
- 2010 : Les Bougon (série télévisée, 1 épisode) : la secrétaire
- 2010 : Camping Paradis (série télévisée) : Juliette
- 2012 : Des soucis et des hommes (série télévisée) : Clara
- 2012 : Les Pieds dans le plat (téléfilm) : Sarah
- 2013 : Platane (série télévisée) : Dona Sylviera
- 2014 : Clem (série télévisée) : Sarah
- 2014 : La Malédiction de Julia (Téléfilm) : Mariet
- 2021 : Ici tout commence (série télévisée) : Julie (épisode 58 et 59)

### Réalisatrice et Scénariste

#### Cinéma
- 2017 : Honni soit qui mal y pense (court-métrage) (Produit par BOBURST Productions ; musique originale de Yohann Zveig)
- 2017 : Bleu comme la mère (Court-métrage, produit par BOBURST Productions ; musique originale de Yohann Zveig)